# زمین‌لرزه ۱۹۹۴ جاوه
زمین‌لرزه جاوه  در تاریخ ۲ ژوئن ۱۹۹۴ میلادی، برابر با ‎۱۲ خرداد ۱۳۷۳، ساعت ۱۸:۱۷:۳۴ به زمان یوتی‌سی در اندونزی ، منطقه جاوه رخ داد. ژرفای این زلزله ۳۴٫۳ کیلومتر بود، و بزرگی آن ۷٫۸ در مقیاس Mw اعلام شده‌است. زمین‌لرزه به وقت محلی در روز جمعه، ساعت ۲ روی داده و منطقه زمانی آن یوتی‌سی +۸ بوده‌است .
سازمان زمین‌شناسی آمریکا نیز رومرکز این زمین‌لرزه را در مختصات ۱۰°۲۸′۳۷″جنوبی ۱۱۲°۵۰′۰۶″شرقی / ۱۰٫۴۷۷°جنوبی ۱۱۲٫۸۳۵°شرقی و ژرفای آنرا در ۱۸ کیلومتر گزارش کرده‌است. بزرگی برگزیدهٔ این سازمان از میان بزرگیهای محاسبه‌شدهٔ مختلف ۷٫۸ در مقیاس Mw بوده و از دید اثر، در میان چهار دسته‌بندی «نامحسوس»، «محسوس»، «زیان‌آور» یا «با تلفات»، زلزله را «با تلفات» اعلام کرده‌است.نزدیک به ۱۵۰۰ ساختمان در زمین‌لرزه خراب شده یا آسیب دیده است.سونامی نیز در این زلزله گزارش شده‌است.
پروژهٔ «تنسور گشتاور مرکزوار» زاویه‌های (راستا، شیب، ریک) گسل سازندهٔ زمین‌لرزه و صفحه عمود بر آنرا (°۲۷۸، °۷، °۸۹) یا (°۹۹، °۸۳، °۹۰) و نوع گسل را «معکوس» فرارسانده‌است.
تعداد زخمیان ۴۲۳ نفر برآورده شده‌است.